# 小野塚秋良
小野塚秋良（おのづか あきら、1950年 - ）は日本のファッションデザイナー。新潟県出身。

## 経歴
- 1973年 - ドレスメーカー学院を卒業。
- 1974年 - 三宅デザイン事務所に入社。NTT、資生堂（SHISEIDO）、西武百貨店などのユニフォームをデザイン。
- 1987年 - 東京デザイナー協議会に加入。
- 1988年 - ウイットを設立。
- 1989年 - ウイットより、レディスブランド「ZUCCa（ズッカ）」を発表し、パリに「ZUCCa ヨーロッパ S.A.」を設立。ブランド名の由来は、デザイナーの名前「オノヅカ（ONOZUKA）」から。同時期にパリコレクションに参加。
- 1990年 - 第8回毎日ファッション大賞受賞、第34回日本ファッションエディターズクラブ賞受賞。
- 1992年 - 尾崎商事との提携によるスクール・ユニフォームブランドを発表。
- 1992年 - 白洋社（現・セブンユニフォーム）との提携によるユニフォームブランド「HAKUÏ」を発表。
- 1994年 - 国際花と緑の博覧会のアドバイザーを務める。新潟十日町雪祭りのメインストリートを演出。イメージキャラクター「ネージュ」を考案。
- 1995年 - ジュネーブ国際連合ユニフォームをデザイン。モンゴルの首都ウランバートルでモンゴル親善協会の要請により、ZUCCaコレクションのショーを開催。
- 1996年 - セイコーウオッチとコラボレートし、「カバン・ド・ズッカ（CABANE de ZUCCa）」のリストウォッチ「CHEWING GUM」シリーズを発売。
- 2003年 - (株)ZUCCa DESIGN OFFICEを設立。
- 2004年 - フランスの産業発展への貢献により「ZUCCa TRAVAIL」がフランス・プレタポルテ協会から「1er TROPHEE ELAN 2004」受賞